# Dingir (časopis)
Dingir je český čtvrtletník věnovaný religionistice, který začal vycházet v roce 1998. Zaměřuje se převážně na současný náboženský život, rozmanité kulturní a sociální skupiny a jejich náboženské souvislosti.
Vydavatelem časopisu je společnost Dingir s.r.o. Zdeňka Vojtíška, která vydává příležitostně i jiná díla z oblasti náboženství; dříve na něm spolupracovala i Společnost pro studium sekt a nových náboženských směrů, bývá proto označován jako součást antikultovního hnutí.
V online prostředí pak o stejných tématech informuje přidružený server Náboženský infoservis. Do obou z těchto informačních kanálů přispívají především religionisté, cílovou skupinou pak jsou především akademici a veřejnost se zájmem o religionistiku.

## Historie
Na počátku založil religionista a vysokoškolský pedagog Zdeněk Vojtíšek s tehdejším studentem Janem Kotrčem společnost Dingir, s.r.o., která časopis vydává.
Časopis Dingir je v mnoha svých vydáních dostupný i online. Jeho podoba se vyvíjela od původní orientace na téma sekt a nových náboženských hnutí po zaměření na celé spektrum současné náboženské scény. Charakteristické pro nová vydání Dingiru je také jednotící téma každého čísla, které články společně zastřešuje.  
Členové téhož redakčního kolektivu vytvářejí, spolu se studenty a externisty, propojený portál Náboženský infoservis; ten přináší od roku 2017 aktuální publicistiku z oblasti náboženství a příbuzných okruhů. Kromě tohoto portálu existuje i stránka dingir.cz, která přebírá tištěné vydání časopisu Dingir, avšak zpřístupňuje k náhledu a čtení jen některé články. Rovněž je zde archiv starších čísel.  
Ke stému číslu byla plánována konference Divákem i hercem na náboženské scéně – čtvrtstoletí s Dingirem. O konferenci informovala i Filozofická fakulta Masarykovy univerzity v Brně ve svém odborném periodiku.

## Název
Název „Dingir“ (dle popisu Tomáše Novotného) odkazuje na staré sumerské označení pro boha a zároveň i nejstarší známé označení pro božskou bytost vůbec. K jednotlivým formám náboženství i jejich projevům tak autoři přistupují otevřeně a bez předsudků.

## Pravidelné rubriky
V každém díle je pravidelně uveřejňováno několik rubrik, přičemž je vždy několik stran věnováno hlavnímu tématu. Dalšími součástmi časopisu jsou:
- odborně recenzované texty a články mapující náboženskou scénu,
- prezentace duchovních tradic jejich vyznavači,
- zprávy o proběhlých či chystaných událostech s náboženskou tematikou,
- studentské práce a eseje,
- recenze na nově publikované knihy
- na webu Náboženský infoservis pravidelný letní seriál Náboženství na cestách, kde přispívají čtenáři a jiní externí autoři formou cestopisů či popisem zajímavých míst s duchovním přesahem[22][23] včetně vlastních fotografií.[24] Probíhá také jako soutěž o knižní ceny.[25][26]
- multináboženský kalendář[27][28]

## Ohlasy a citace
Výše zmíněná soutěž neunikla pozornosti různých turistických webů, které jednotlivé soutěžní příspěvky citují. Ve svých příspěvcích médium cituje například Miloš Hlávka. Náhledy nebo celé články přejímá Křesťan dnes.
Prostředí internetové mutace Náboženský infoservis umožňuje články komentovat. Diskutující se musí identifikovat jménem a e-mailovou adresou. Příspěvky poté čekají na schválení do diskuse. Diskuse pro čtenáře je zpřístupněna již od roku 2018, roku 2024 vyšel redakční článek k netiketě na serveru. Diskuse bývá volná, k předmětným tématům se může libovolně vyjádřit i autor článku.

## Redakční tým časopisu
Redakční rada zůstává od založení časopisu v zásadě stabilní. Mezi její členy patří:
- Zdeněk Vojtíšek (šéfredaktor)
- Jitka Schlichtsová[34]
- Jiří Koubek
- Jan Kotrč
- Martina Dvořáková[35]
- Prokop Remeš
- Ivan Štampach
- Pavel Hošek
- Andrea Hudáková
- Martin Kořínek
- Miloš Mrázek
- Pavel Dušek
- Vojtěch Tutr
- Jan Sušer
- Pavol Bargár
- Aleš Weiss
- Ruth J. Weiniger